# Народно читалище „Димо Цонков – 1927“
Народно читалище „Димо Цонков – 1927“ е читалище в село Звездица, Област Варна.
Читалището е основано месец декември 1927 г. Негови създатели са братята Димо, Никола и Дончо Цонкови, Христо Николов, Димитър Динев, Иван Хараламбиев, Никола Бакалов, Стефан Томов. Под ръководството на учители се подготвят литературни програми и тържества. С приходите от представленията се закупуват книги и се поставят основите на селската библиотека.
Дълги години в читалището работят: състав за художествено слово – лауреат на VІ и VІІ Републикански фестивал на художествената самодейност и носител на златни медали; мъжка вокална група и женски битов хор, които участват с успех както в организираните традиционни празници на селото, така и в различни други прегледи и тържества. От 2008 г. е основан Танцов състав „Звездица“, а от 2016 г. и Детски танцов състав „Звездичка“.
Читалището разполага с библиотека, разположена на 45 m2 и библиотечен фонд от 6050 тома.